# عبدالعلی دیبا
سید عبدالعلی طباطبائی دیبا ملقب به سیدالمحققین (۱۲۵۳ تبریز - آبان ۱۳۱۵ تهران) از روحانیون مشروطه‌خواه آذربایجان، تنها نماینده ایل شاهسون و نخستین نماینده مشگین شهر در مجالس قانونگذاری ایران بود.

## نسب
وی از نوادگان عبدالوهاب تبریزی که نسب وی هم به حسن مثنی ابن حسن مجتبی می‌رسد.
پدرش نظام‌العلمای تبریزی و مادرش زیور خانم دختر امین‌الوزاره تبریزی بود. تحصیلاتش را در تبریز آغاز کرد و در نجف ادامه داد. پس از کسب اجازه اجتهاد از میرزای شیرازی به تبریز بازگشت. با آغاز جنبش مشروطه از نقش آفرینان اصلی این جنبش در تبریز شد و به ریاست انجمن ایالتی تبریز رسید.  در جریان جنبش شیخ محمد خیابانی، او نیز از همراهان شیخ بود. در دوره چهارم مجلس شورای ملی، آذربایجان به سبب جنبش شیخ محمد خیابانی و اختلاف او با دولت مرکزی بر سر انتخابات، دیرتر از دیگر مناطق ایران نماینده به تهران فرستاد. سیدالمحققین به مجلس راه یافت و اعتبارنامه‌اش در نوزدهم دی ۱۳۰۰ به تصویب رسید. 
در انتخابات دوره پنجم، سیدالمحققین به نمایندگی ایل شاهسون به مجلس رفت و نخستین و تنها کسی شد که در مجلس قانونگذاری ایران عنوان نماینده ایل شاهسون داشت. عبدالعلی دیبا در دوره‌‌های ششم تا نهم نیز نماینده ایل شاهسون بود تا اینکه در در دوره نهم، به دلیل تخته قاپو شدن عشایر، کرسی‌های نمایندگی ایلات از میان رفت و به جای کرسی ایل شاهسون، کرسی خیاو (مشگین شهر) ایجاد شد که در دوره بعد، دیبا نخستین کسی شد که به نمایندگی این کرسی تازه رسید.
دیبا از نمایندگان فعال مجلس شورای ملی بود. در سراسر دوران قانونگذاری‌اش در کمیسیون عدلیه حضور داشت و نقش مهمی در تدوین قوانین مدنی و کیفری در سالهایی ایفا کرد که دادگستری نوین ایران در حال پایه‌ریزی بود.
دیبا هنگام نمایندگی درگذشت و حاج محتشم‌السلطنه اسفندیاری رئیس مجلس شورای ملی هنگام اعلام خبر درگذشت دیبا او را نماینده‌ای توصیف کرد که با «معلومات علمى و فقاهتى» خود «طورى در مطالب قانونى متوغل و متبحر بود که نظریات دقیق و اظهارات مفید ایشان براى قانون‌گذاران همیشه مغتنم بود». 
دیبا دارای پنج همسر، شش پسر و هشت دختر بود و پس از وفات در آرامگاه خانوادگی در قم به خاک سپرده شد. 